# Martin Schoock
Martin Schoock, lateinisch Martinus Schoockius (* 1. April 1614 in Utrecht; † 1669 in Frankfurt (Oder)) war ein niederländischer Universalgelehrter.

Martin Schoock, Kupferstich von Steven van Lamsweerde (1620–1686)

## Leben
Sein Großvater Anton van Voorst lehrte ihn Latein, er besuchte die Hieronymusschule in Utrecht. Seine Eltern waren Remonstranten und bestimmten ihn für das Studium der Jurisprudenz. Ferner studierte er seit 1632 in Leiden unter Walaeus Theologie und Philosophie. Bei Voetius erwarb er um 1636 seinen Doktor der Philosophie.
Um 1638 wurde er in Deventer Professor für klassische Literatur, Eloquenz und Geschichte sowie 1640 in Groningen Professor für Logik und Physik. 
Mit seiner Streitsucht zog er sich viele Verdrießlichkeiten zu. Nach dem Tod seiner ersten Gattin, Angelica van Merck, mit der er sieben Söhne und eine Tochter hatte, geriet er in Geldnöte. Er ging eine zweite Ehe mit einer Witwe ein, die er, wie sie ihn, für reich gehalten hatte. Seine Lage verschlimmerte sich derart, dass er sich bewogen sah, etwa um 1664 seine Professur und Groningen aus freien Stücken zu verlassen. 
Er wurde dann offizieller Geschichtsschreiber des Brandenburger Kurfürsten zu Berlin. Bald erhielt er auch eine Stelle als Honorarprofessor an der Universität von Frankfurt (Oder).
Schoock verfasste rund 50 Schriften. Als es 1642/43 eine Kontroverse zwischen René Descartes und Voetius gab, griff Schoock in der Schrift Admiranda methodus novae philosophiae Renati Des-Cartes Descartes und seine Philosophie an und behauptete später, Voetius sei der Hauptautor gewesen. 
1664 gab er mit Tractatus de Butyro (Über die Butter) die erste Abhandlung über dieses Milcherzeugnis und gleichzeitig  Accessit ejusdem Diatriba de aversatione casei (Von der Abneigung gegen den Käse) heraus. Die römisch-katholische Glaubenskongregation setzte 1661 alle seine Werke auf den Index.

## Werke
- Belgium federatum, sive Distincta descriptio reip. federati Belgii. Van den Berge, Amsterdam 1652 (digitalisierte Ausgabe in der Google-Buchsuche).
- Tractatus Philosophicus De Nihilo. Accessit ejusdem argumenti Libellus Caroli Bovilli: Atque Johannis Passeratii accuratissimum Poema De Nihilo ... Edzard Agricola, Groningen 1661 (digitalisierte Ausgabe der SLUB Dresden).
- Tractatus de butyro. Accessit ejusdem Diatriba de aversatione casei. Cöllenius, Groningen 1664 (digitalisierte Ausgabe in der Google-Buchsuche).
- De sternutatione tractatus copiosus: omnia ad illam pertinentia, iuxta recentia inventa proponens. Vanden Berghe, Amsterdam 1664 (digitalisierte Ausgabe der Universitäts- und Landesbibliothek Düsseldorf).
- Martinus Schoockius: Encomium Surditatis – Lob der Schwerhörigkeit (1650). Einführung, Text, Übersetzung, Kommentar von Eckard Lefèvre (= Frühe Neuzeit Bd. 241). De Gruyter, Berlin 2021, ISBN 978-3-11-073713-4.